# Marco Simoncelli
Marco Simoncelli (Cattolica, Italia, 20 de enero de 1987-Sepang, Malasia; 23 de octubre de 2011) fue un piloto italiano de motociclismo. Pilotaba una Honda del equipo San Carlo Honda Gresini Team en el Campeonato Mundial de Motociclismo de MotoGP, hasta el momento de su fallecimiento, en el circuito Internacional de Sepang, en Malasia.
Fue campeón del mundo de 250cc en 2008, tercero en 2009 y en 34 carreras en la categoría reina de MotoGP obtuvo 2 podios y 2 Poles Position.

## Biografía
Ganó el campeonato de Europa de 125cc en 2002, haciendo también 6 apariciones en el campeonato del mundo de 125cc. El siguiente año compitió en todas las carreras de 125cc. Su mejor puesto ese año fue un 4.º puesto en el Gran Premio de 
Valencia, acabando el campeonato en 21.ª posición con 31 puntos. En 2004 siguió en 125cc, consiguiendo su primera victoria en el Gran Premio de España, con lluvia. En 2005 ganó otra vez en Jerez, esta vez con tiempo seco.
En 2006, se trasladó al campeonato de 250cc con el equipo Gilera. Su mejor resultado ese año fue un 6.º puesto en China. Acabó 10.º en el campeonato. En 2007 continuó con el mismo equipo, acabando otra vez 10.º el campeonato. El 1 de junio de 2008, en el Gran Premio de Italia disputado en el Circuito de Mugello, consiguió su primera victoria en 250cc en controvertidas circunstancias. Cuando faltaba una vuelta para el final, se tocó con Héctor Barberá, haciendo que este se cayese. El 8 de junio consiguió otra victoria en el Gran Premio de Cataluña adelantando a Álvaro Bautista en la última vuelta. En la penúltima prueba de 2008, en Malasia, Simoncelli acabó 3.º, proclamándose campeón del mundo de 250cc y pasando a ser desde la temporada 2010 piloto de MotoGP.

## Fallecimiento
El 23 de octubre de 2011, en la curva 11 del circuito de Sepang, ocurrió un grave accidente en el que el piloto fue atropellado por Colin Edwards y Valentino Rossi. Después de caer de su moto, el piloto quedó aferrado a ella cuando fue impactado de manera brutal por ambos pilotos. El impacto fue tan fuerte que incluso su casco salió despedido. Valentino Rossi golpeó al piloto en la cabeza y el cuello con su moto, mientras que Colin Edwards lo golpeó en la espalda. A pesar de los esfuerzos de Rossi y Edwards, no pudieron evitar el accidente.  El piloto italiano sufrió gravísimos traumatismos en cabeza, cuello y pecho, lo que le produjo un paro cardiorrespiratorio. Los médicos del circuito estuvieron 45 minutos intentando reanimar al piloto pero finalmente se declaró su muerte a las 16:56 hora local. Marco Simoncelli fue enterrado en Coriano, su pueblo natal. Tras su fallecimiento, el circuito de San Marino en Emilia-Romaña se renombró como el Circuito Marco Simoncelli.

## Fundación
En diciembre de 2011 se constituyó oficialmente la Marco Simoncelli Fondazione gracias al impulso de su familia, que se encargará de gestionarla asistidos por quien fue su representante, Carlo Pernat, y el periodista y amigo Paolo Beltrano. Tendrá como finalidad, en palabras de Paolo Simoncelli, padre de Marco:

La premisa básica es que el sueño de mantener vivo el recuerdo de Marco pueda contribuir a aliviar el sufrimiento de aquellos que están en peor situación que nosotros.

## Resultados

### Campeonato del Mundo de Motociclismo

#### Por temporada
| Temporada | Cat.   | Moto    | Carreras | Victorias | Podios | Pole | V.Rápida | Puntos | Posición |
| --------- | ------ | ------- | -------- | --------- | ------ | ---- | -------- | ------ | -------- |
| 2002      | 125cc  | Aprilia | 6        | 0         | 0      | 0    | 0        | 3      | 33.º     |
| 2003      | 125cc  | Aprilia | 15       | 0         | 0      | 0    | 0        | 31     | 21.º     |
| 2004      | 125cc  | Aprilia | 13       | 1         | 1      | 2    | 0        | 79     | 11.º     |
| 2005      | 125cc  | Aprilia | 16       | 1         | 6      | 1    | 1        | 177    | 5.º      |
| 2006      | 250cc  | Gilera  | 16       | 0         | 0      | 0    | 0        | 92     | 10.º     |
| 2007      | 250cc  | Gilera  | 17       | 0         | 0      | 0    | 0        | 97     | 10.º     |
| 2008      | 250cc  | Gilera  | 16       | 6         | 12     | 7    | 4        | 281    | 1.º      |
| 2009      | 250cc  | Gilera  | 15       | 6         | 10     | 3    | 4        | 231    | 3.º      |
| 2010      | MotoGP | Honda   | 18       | 0         | 0      | 0    | 0        | 125    | 8.º      |
| 2011      | MotoGP | Honda   | 16       | 0         | 2      | 2    | 0        | 139    | 6.º      |
| Total     | Total  | Total   | 148      | 14        | 31     | 15   | 9        | 1255   |          |

#### Carreras por año
(Carreras en negrita indica pole position, carreras en cursiva indica vuelta rápida)
| Año  | Cat.   | Moto    | 1       | 2       | 3       | 4       | 5       | 6       | 7       | 8       | 9       | 10      | 11      | 12      | 13      | 14      | 15      | 16      | 17     | 18    | Pts. | Pos. |
| ---- | ------ | ------- | ------- | ------- | ------- | ------- | ------- | ------- | ------- | ------- | ------- | ------- | ------- | ------- | ------- | ------- | ------- | ------- | ------ | ----- | ---- | ---- |
| 2002 | 125cc  | Aprilia | JAP     | RSA     | ESP     | FRA     | ITA     | CAT     | NED     | GBR     | ALE     | CZE 27  | POR 13  | RIO 21  | PAC     | MAL Ret | AUS Ret | VAL Ret |        |       | 3    | 33.º |
| 2003 | 125cc  | Aprilia | JAP 21  | RSA 20  | ESP 14  | FRA Ret | ITA 17  | CAT 16  | NED 20  | GBR 16  | ALE 12  | CZE 14  | POR Ret | RIO 11  | PAC 11  | MAL Ret | AUS 11  | VAL 4   |        |       | 31   | 21.º |
| 2004 | 125cc  | Aprilia | RSA Ret | ESP 1   | FRA Ret | ITA Ret | CAT 7   | NED 7   | RIO 6   | ALE 10  | GBR Ret | CZE 19  | POR 6   | JAP 6   | QAT Ret | MAL Ret | AUS     | VAL     |        |       | 71   | 11.º |
| 2005 | 125cc  | Aprilia | ESP 1   | POR 10  | CHN 6   | FRA 5   | ITA Ret | CAT 2   | NED 20  | GBR 4   | ALE 3   | CZE 3   | JAP Ret | MAL 9   | QAT 3   | AUS 3   | TUR 6   | VAL 5   |        |       | 177  | 5.º  |
| 2006 | 250cc  | Gilera  | ESP Ret | QAT 8   | TUR 7   | CHN 6   | FRA 8   | ITA 7   | CAT Ret | NED 7   | GBR 10  | ALE Ret | CZE 9   | MAL 8   | AUS 10  | JAP 9   | POR 7   | VAL Ret |        |       | 92   | 10.º |
| 2007 | 250cc  | Gilera  | QAT 9   | ESP Ret | TUR 9   | CHN Ret | FRA 6   | ITA 9   | CAT 9   | GBR Ret | NED 6   | ALE 7   | CZE Ret | RSM Ret | POR 7   | JAP 7   | AUS 7   | MAL 8   | VAL 11 |       | 97   | 10.º |
| 2008 | 250cc  | Gilera  | QAT Ret | ESP Ret | POR 2   | CHN 4   | FRA 2   | ITA 1   | CAT 1   | GBR 2   | NED 3   | ALE 1   | CZE 3   | RSM 6   | IND     | JAP 1   | AUS 1   | MAL 3   | VAL 1  |       | 281  | 1.º  |
| 2009 | 250cc  | Gilera  | QAT     | JAP 17  | ESP 3   | FRA 1   | ITA 2   | CAT Ret | NED 3   | ALE 1   | GBR 4   | CZE 1   | IND 1   | RSM Ret | POR 1   | AUS 1   | MAL 3   | VAL Ret |        |       | 231  | 3.º  |
| 2010 | MotoGP | Honda   | QAT 11  | ESP 11  | FRA 10  | ITA 9   | GBR 7   | NED 9   | CAT Ret | ALE 6   | USA Ret | CZE 11  | IND 7   | RSM 14  | ARA 7   | JAP 6   | MAL 8   | AUS 6   | POR 4  | VAL 6 | 125  | 8.º  |
| 2011 | MotoGP | Honda   | QAT 5   | ESP Ret | POR Ret | FRA 5   | CAT 6   | GBR Ret | NED 9   | ITA 5   | ALE 6   | USA Ret | CZE 3   | IND 12  | RSM 4   | ARA 4   | JAP 4   | AUS 2   | MAL C  | VAL   | 139  | 6.º  |

### Campeonato Mundial de Superbikes

#### Carreras por año
| Año  | Moto    | 1   | 1   | 2   | 2   | 3   | 3   | 4   | 4   | 5   | 5   | 6   | 6   | 7   | 7   | 8   | 8   | 9   | 9   | 10  | 10  | 11  | 11  | 12      | 12    | 13  | 13  | 14  | 14  | Pts. | Pos. |
| Año  | Moto    | R1  | R2  | R1  | R2  | R1  | R2  | R1  | R2  | R1  | R2  | R1  | R2  | R1  | R2  | R1  | R2  | R1  | R2  | R1  | R2  | R1  | R2  | R1      | R2    | R1  | R2  | R1  | R2  | Pts. | Pos. |
| ---- | ------- | --- | --- | --- | --- | --- | --- | --- | --- | --- | --- | --- | --- | --- | --- | --- | --- | --- | --- | --- | --- | --- | --- | ------- | ----- | --- | --- | --- | --- | ---- | ---- |
| 2009 | Aprilia | AUS | AUS | QAT | QAT | ESP | ESP | NED | NED | ITA | ITA | RSA | RSA | USA | USA | RSM | RSM | GBR | GBR | CZE | CZE | ALE | ALE | IMO Ret | IMO 3 | FRA | FRA | POR | POR | 16   | 25.º |

## Imágenes destacadas
|                                                     |
| Marco Simoncelli durante el GP de Gran Bretaña 2005 |

|                                                  |
| Celebrando la victoria en el GP de Japón de 2008 |

|                                              |
| GP de Gran Bretaña de 2009 en Donington Park |

|                                          |
| SuperSic en el GP de Laguna Seca de 2010 |

|                             |
| Firma de autógrafos en 2010 |

## Galardones
- Tiene un circuito que lleva su nombre.